# دايفيد موس
دايفيد موس (بالإنجليزية: David Moss)‏ (و. 1949  م) هو ملحن، وعازف جاز، ومغني، وضابط إيقاع، ومخرج مسرحي، وموسيقي، ومؤلف، ومبدع أمريكي، ولد في نيويورك.

## التعليم
تعلم في كلية بينينغتون ‏، وكلية الهارت ‏.

## جوائز
حصل على جوائز منها:
- زمالة غوغنهايم

## روابط خارجية
- دايفيد موس على موقع ميوزك برينز (الإنجليزية)
- دايفيد موس على موقع أول ميوزيك (الإنجليزية)
- دايفيد موس على موقع ديسكوغز (الإنجليزية)